# 笠井由香里
笠井 由香里（かさい ゆかり、7月12日 - ）は、日本の元フリーアナウンサー。

## 人物
長崎県長崎市出身。
テレビ長崎アナウンサー・NHK鹿児島放送局契約キャスターを経て、KTSタレント（身分上はフリーアナウンサーだが、KTSと専属出演契約を結んでいた）。

## 過去の出演・担当番組
- KTNテレビ長崎アナウンサー時代（2007年度 - 2008年度）
  - できたてGopan
- NHK鹿児島契約キャスター時代（2009年度 - 2011年度）
  - 情報WAVEかごしま
  - ひるまえクルーズかごしま
- 鹿児島テレビ放送アナウンサー時代
  - げっきん!LIVE4 ゆうテレ - 木曜金曜メイン司会(2012年10月3日 - 2013年9月27日)